# Ploceus castaneiceps
Ploceus castaneiceps е вид птица от семейство Ploceidae.

## Разпространение
Видът е разпространен в Кения и Танзания.